# Limassolla perforata
Limassolla perforata är en insektsart som först beskrevs av Irena Dworakowska 1981.  Limassolla perforata ingår i släktet Limassolla och familjen dvärgstritar.
Artens utbredningsområde är Nigeria. Inga underarter finns listade i Catalogue of Life.